# 821 (szám)
A 821 (római számmal: DCCCXXI) egy természetes szám, prímszám.

## A szám a matematikában
A tízes számrendszerbeli 821-es a kettes számrendszerben 1100110101, a nyolcas számrendszerben 1465, a tizenhatos számrendszerben 335 alakban írható fel.
A 821 páratlan szám, prímszám. Jó prím. Normálalakban a 8,21 · 102 szorzattal írható fel.
A 821 négyzete 674 041, köbe 553 387 661, négyzetgyöke 28,65310, köbgyöke 9,3637, reciproka 0,0012180. A 821 egység sugarú kör kerülete 5158,49514 egység, területe 2 117 562,254 területegység; a 821 egység sugarú gömb térfogata 2 318 024 813,8 térfogategység.
A 821 helyen az Euler-függvény helyettesítési értéke 820, a Möbius-függvényé −1.